# Blackie (guitare)

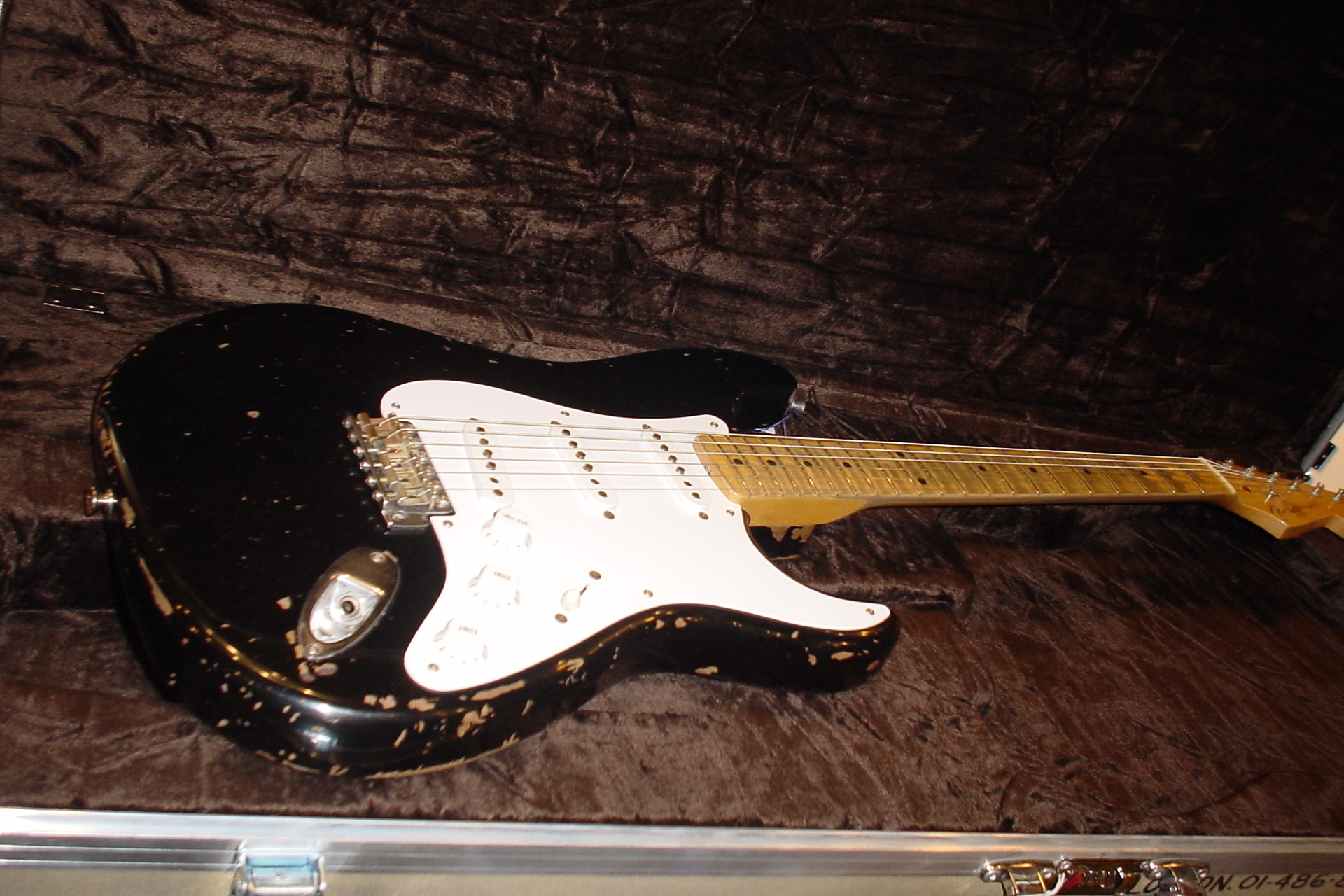
Fender Stratocaster Blackie (Tribute Model).

Blackie est le nom donné par Eric Clapton à la guitare qui fut longtemps sa préférée, une Fender Stratocaster basée sur plusieurs modèles de 1956 et 1957, parmi lesquels il choisit ses pièces (manche, corps, micros) favorites. Il avait acheté ces guitares en 1970 au magasin Sho-Bud à Nashville, pour 200 à 300 dollars chacune. 
Cette guitare restera son instrument principal jusqu'au milieu des années 1980. La firme Fender proposera alors à Clapton un modèle de Stratocaster portant son nom, comportant une électronique active et un manche au profil en V adouci avec 22 frettes moyennes.
Blackie sera vendue par Clapton aux enchères en 2004, au profit de son centre de désintoxication « Crossroads ». Elle atteindra le prix de 959 500 dollars, ce qui en fera le record du monde, battu depuis par une autre Stratocaster signée par de nombreuses stars, dont Clapton lui-même, et vendue au profit des victimes du Tsunami de décembre 2004.